# 北秋田市立前田小学校
北秋田市立前田小学校（きたあきたしりつ まえだしょうがっこう）は、秋田県北秋田市阿仁前田にあった公立小学校。略称は前小（まえしょう）。
前田保育園との併設校であったが、2023年度をもって北秋田市立米内沢小学校への統合に伴い、閉校した。

## 概要
学制発布後の1875年に開校し、児童数の減少により2024年をもって閉校した小学校である。
校歌は、周辺の学校に先駆けて1928年に制定された。作詞は高橋政和が担当し、作曲は米内沢町出身の作曲家・成田為三が担当した。

## 沿革
- 1875年（明治8年）3月13日 - 前田学校として、阿仁前田字八幡森の宝泉寺に創立[7][8][4]。
- 1880年（明治13年）1月16日 - 木造2階建ての校舎を落成[7][9]。
- 1892年（明治25年） - 「前田尋常小学校」に改称。根森田の森吉分校が独立。小又分校を廃止[7]。
- 1903年（明治36年）
  - 4月 - 高等科を開設し、「前田尋常高等小学校」に改称[10]。
  - 9月29日 - 阿仁前田大火により校舎が焼失[7]。
- 1907年（明治40年）2月15日 - 下川端167番地に新校舎を落成し、移転[7]。
- 1922年（大正11年）2月20日 - 講堂兼体操場を落成[7]。
- 1925年（大正14年）10月20日 - 南校舎147坪を増築[7]。
- 1928年（昭和3年）11月12日 - 北校舎167坪を増築[7]。校歌・校旗・校章を制定[7][5]。
- 1935年（昭和10年）4月 - 青年学校令施行に伴い、前田村立前田青年学校を併設[11]。
- 1941年（昭和16年）4月1日 - 国民学校令施行に伴い、「前田村立前田国民学校」に改称[7]。
- 1947年（昭和22年）4月1日 - 学校教育法施行に伴い、「前田村立前田小学校」に改称[7]。前田村立前田中学校を併設（4月16日開校）[7][12]。
- 1948年（昭和23年）10月2日 - PTAを結成[7]。
- 1952年（昭和27年）7月14日 - 図書館を設置[7]。
- 1954年（昭和29年）6月9日 - 秋田県学校図書館研究校に指定[7]。
- 1956年（昭和31年）9月10日 - 町村合併に伴い、「森吉町立前田小学校」に改称[7]。
- 1958年（昭和33年）7月25日 - グラウンドを造成[13]。
- 1959年（昭和34年）4月1日 - 根森田分校を廃止し、根森田分室に移行[7]。
- 1963年（昭和38年）10月31日 - 円形校舎を落成[14]。
- 1964年（昭和39年）4月1日 - 根森田分室を廃止（実質統合）[7]。
- 1969年（昭和44年）
  - 7月1日 - 給食センターの落成に伴い、完全給食を開始[15][7]。
  - 7月25日 - 中学校との共同プールを落成[16]。
  - 7月26日 - プール落成式を挙行。グラウンドを拡張[7]。
- 1980年（昭和55年）
  - 秋田市立高清水小学校と村の小町の子生徒交流活動を開始（2年間）[7]。
  - 7月3日 - 相撲場を落成[7]。
- 1986年（昭和61年）
  - 7月20日 - 全県小学校陸上競技大会の100m走にて大会新記録（12秒4）を樹立し、優勝[7]。
  - 8月9日 - 東北学童相撲大会に出場[7]。
  - 8月30日 - 全国少年少女陸上競技大会の100m走にて5位に入賞[7]。
- 1990年（平成2年）7月 - トランペット鼓隊を発足。プールを改修[7]。
- 1991年（平成3年）9月28日 - 台風第19号（りんご台風）により各所が被災[7]。
- 2005年（平成17年）3月22日 - 町村合併に伴い、「北秋田市立前田小学校」に改称。
- 2006年（平成18年）
  - 9月19日 - 新校舎を落成[17]。
  - 10月14日 - 竣工式を挙行[18]。
  - 10月23日 - 新校舎での授業を開始[7]。前田体育館[19]を用途変更して使用開始[20]。
- 2007年（平成19年）9月17日 - 台風第11号の集中豪雨により物置小屋とスノーモービルが流失[7]。
- 2010年（平成22年）5月5日 - 新グラウンドを造成[7]。
- 2023年（令和5年）11月18日 - 閉校記念式典を挙行[21]。
- 2024年（令和6年）
  - 3月21日 - 閉校式と記念碑除幕式を挙行[4][3]。
  - 3月31日 - 米内沢小学校への統合に伴い、閉校[4][3]。

## 教育目標
2023年度の教育目標。

## 施設概要
主な施設を掲載。
- 校舎（2,636 m2） - 2006年竣工の鉄筋コンクリート造2階建て[17]。全国農協設計株式会社（現：株式会社JA設計）が設計し、秋田・佐藤庫特定建設工事共同企業体が施工した。工費は8億2215万円。1963年に竣工した旧校舎の老朽化が進行していたことを受けて建設された。1999年に改築計画が打ち出されたのが発端となり、その後同様に老朽化が進行していた前田保育園と合築する方向に見直された。2005年9月28日に工事を始め、1年の工事を経て2006年9月19日に完成し、同年10月23日から使用を開始した[2][7]。
- 体育館（1,135 m2[1]） - 1991年竣工の鉄骨造平屋建て[23]。今野義明建設設計事務所が設計し、秋田土建株式会社が施工した。工費は2億400万円[23]。前田町民体育館として設置されたが、新校舎への移転と同時に当校の体育館に用途変更した[23][20]。フロア面積は661.5 m2で、バレーボールコートが3面分が取れる[23]。
- プール
- グラウンド
- 北秋田市前田小児童クラブ（147.77 m2[24]） - 鉄筋コンクリート造平屋建てで、校舎に隣接していた[24][18]。

そのほか、前田保育園（鉄骨造平屋建て、890.30 m2）が隣接していた。

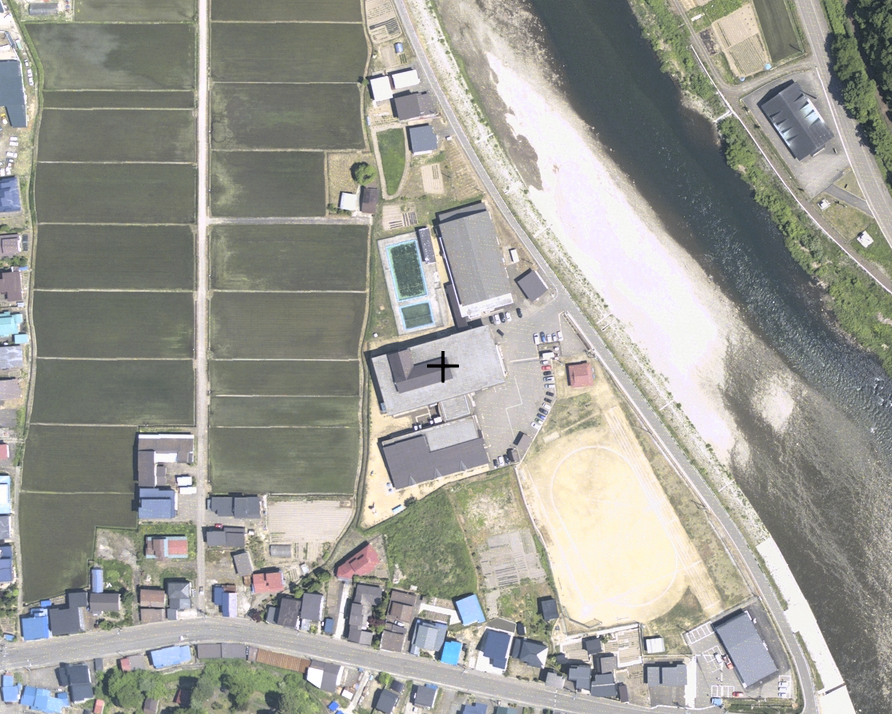
空中写真（2013年4月）

## 学区
- 北秋田市
  - 阿仁前田
  - 桂瀬
  - 小又
  - 根森田
  - 五味堀
  - 森吉

出典：
なお、森吉地区は森吉山ダムの建設などにより全住民が離村したため、児童は他5地区の住民で構成されていた。

## 進学先の中学校
公立中学校の場合。
- 北秋田市立森吉中学校（北秋田市桂瀬）[25]

## アクセス
国道105号のはずれ、阿仁川沿いに位置していた。

### 鉄道
- 秋田内陸縦貫鉄道秋田内陸線 - 阿仁前田温泉駅から徒歩で約8分

### バス
- 「前田学校前」バス停（秋北バス）から徒歩で約3分

### 自動車
- 米内沢地区の中心部から国道105号経由で約10分
- 阿仁地区の中心部から国道105号経由で約12分

## 周辺
- 北秋田市役所前田出張所・前田公民館
- 前田郵便局
- 森吉神社